# Georg Wilhelm von Wedekind

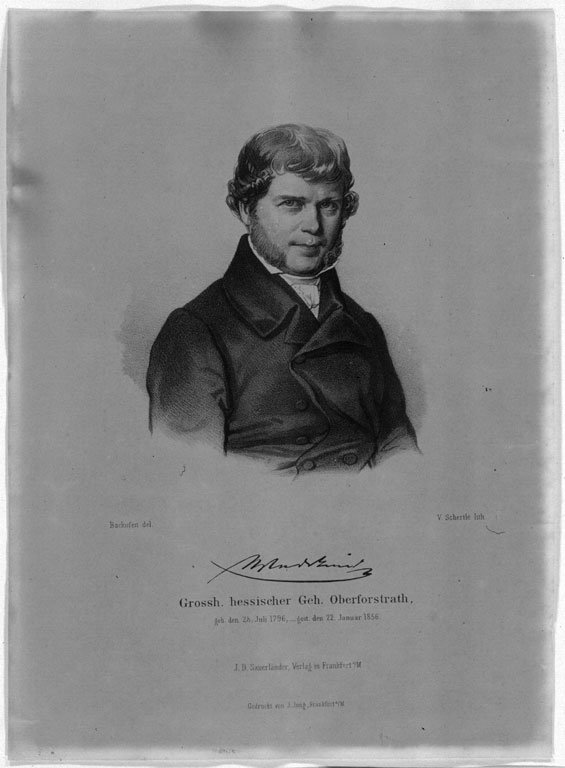
Georg Wilhelm von Wedekind

Freiherr Georg Wilhelm von Wedekind (* 28. Juli 1796 in Straßburg; † 22. Januar 1856 in Darmstadt) war ein deutscher Forstmann.

## Leben
Georg Wilhelm von Wedekinds Vater war der Arzt Georg Wedekind. Seine Söhne Georg und Wilhelm waren hessische Landtagsabgeordnete. Er war mit Wilhelmina Margarethe, geborene (von) Schubert verheiratet.
Er studierte ab dem Frühjahr 1812 für ein Jahr forstliche Hilfswissenschaften an der Georg-August-Universität Göttingen und wechselte anschließend zur weiteren Fachausbildung an die von Johann Matthäus Bechstein geleitete Forstakademie Dreißigacker. Bereits während seiner Ausbildung trat er 1812 als Jagdjunker in hessische Dienste. Es folgte die Assessoren-, dann 1814 die Militärzeit, in der er als Leutnant im Stab des Prinzen Emil von Hessen diente. 1816 erfolgte die Berufung zum Forstmeister, 1821 zum Oberforstrat, 1848 zum Geheimen Oberforstrat.
Auf Wedekinds Entwürfe sind die hessische Forststrafordnung von 1837 und das hessische Streunutzungsgesetz von 1839 zurückzuführen.
Wedekind entwickelte eine eifrige schriftstellerische und journalistische Tätigkeit auf dem Gebiet der Forstwissenschaften. Viele Jahre redigierte er die Allgemeine Forst- und Jagdzeitung. Er war Herausgeber der Neue Jahrbücher der Forstkunde. In Darmstadt wurde er der Mitglied der Freimaurerloge „Johannes der Evangelist zur Eintracht“.
Schon früh betätigte er sich politisch. 1816 setzte er sich aktiv für die Pressefreiheit ein, später für die Einführung der Eisenbahn und bahnbrechend für den hessischen Gewerbeverein. Mehrmals wurde er in die zweite Kammer der hessischen Landstände gewählt, aber an der Ausübung gehindert, weil die Regierung ihm stets den dafür erforderlichen Urlaub verweigerte. 1841 initiierte er die Versammlung der Gesellschaft Deutscher Naturforscher und Ärzte e. V. (GDNÄ) in Mainz. Sie tagte im Akademiesaal des ehemaligen Mainzer Schlosses, in dem sein Vater als führendes Mitglied des Jakobinerklubs und der Mainzer Republik agiert hatte. Der Initiative des Sohnes ist es mit zu verdanken, dass im Schloss die Sammlungen der 1834 gegründeten Rheinische Naturforschende Gesellschaft e. V. (RNG) öffentlich zugänglich wurden und sich die ehemalige kurfürstliche Residenz zu einem bürgerlichen Zentrum der Wissenschaft und Kultur entwickelte. 1848 nahm er als Abgeordneter am Vorparlament teil und kandidierte im Wahlkreis Alsfeld-Lauterbach zur Frankfurter Nationalversammlung, unterlag jedoch. 1848 erwarb er das Land- und Forstgut Hiltersklingen im Odenwald, wo ein Denkmal an ihn erinnert. Seinen Abschied aus dem aktiven Dienst nahm er 1852.

## Veröffentlichungen (Auswahl)
- Anleitung zur Betriebsregulierung und Holzertragsschätzung der Forste. Darmstadt 1834 (mit Folgeveröffentlichungen 1839 und 1843).
- Anleitung zur Forststrafgesetzgebung. In: Neue Jahrbücher der Forstkunde. Mainz 1828, (1) S. 56 ff., (2) S. 129 ff., (3) S. 46 ff.
- Vaterländische Berichte für das Großherzogthum Hessen und die übrigen Staaten des Deutschen Handelsvereins. Darmstadt 1835.

Eine umfangreiche Bibliographie in: Biographien bedeutender hessischer Forstleute. Herausgegeben von der Georg-Ludwig-Hartig-Stiftung, J. D. Sauerländer’s Verlag Frankfurt/Wiesbaden 1990, S. 735 f.